# ليلة في الجنة (فلم)
ليلة في الجنة (الكورية: 낙원의 밤)، هُو فيلم جريمة كوري جنوبي صدر سنة 2020، وهُو من إخراج وكتابة بارك هون-جونغ ‏. الفيلم من بُطولة كُل من أوم تاي غو و‌جيون يوبين وتشا سيونغ وون.

## طاقم التمثيل
- أوم تاي غو في دور بارك تاي غو.
- جيون يوبين في دور كيم جاي يون.
- تشا سيونغ وون في دور ما سانغ جيل.
- Lee Ki-young في دور كوتو.
- بارك هو سان في دور يانغ دو سو.
- شو دونغ إين في دور جينغ سونغ.

## آراء النقاد
على موقع روتن توميتوز، حصل الفيلم على تقييم 72% بناء على 18 مُراجعة نقدية، أي بمُعدل تقييم بلغ 6.90/10. أما على موقع ميتاكريتيك، فقد حصل الفيلم على مُعدل 59 من 100 بناء على 6 مُراجعات.

## وصلات خارجية
- مقالات تستعمل روابط فنية بلا صلة مع ويكي بيانات